# Sigillo delle Hawaii
Il Sigillo delle Hawaii (ufficialmente in inglese Great Seal of the State of Hawaii, ossia Gran Sigillo dello Stato delle Hawaii) è stato ufficialmente adottato nel 1959.
Il sigillo è di forma circolare e reca nel disegno uno scudo araldico squadrato. Il primo e il quarto quadrante dello scudo sono occupati dalle strisce bianche, rosse e blu che caratterizzano anche una parte della bandiera delle Hawaii; in tutto le strisce sono otto per ogni quadrante a rappresentare le otto isole principali delle Hawaii. Il secondo ed il terzo quadrante recano un Puloʻuloʻu bianco su sfondo giallo. Il Puloʻuloʻu (o Kapu) è un bastoncino avente all'estremità superiore una stoffa. Al centro dello scudo araldico è invece collocato uno stemma verde con una stellina gialla a cinque punte. La stellina rappresenta la cinquantesima stella aggiunta alla bandiera degli Stati Uniti.
A sorreggere lo scudo araldico vi sono due figure. Posizionato sul lato sinistro vi è Kamehameha I, in piedi come raffigurato mediante la statua situata davanti ad Aliiolani Hale; mentre dalla parte destra vi è la figura di Libertà, che indossa un berretto con un frigio di alloro e che impugna la bandiera leggermente spiegata nella mano destra.
Nella parte superiore dello scudo araldico vi è un sole, mentre in alto vi è la data 1959. Lo stesso sigillo è circondato dall'incisione State of Hawaii posta in alto e dal motto dello stato Ua Mau ke Ea o ka ʻĀina i ka Pono. Quest'ultimo è in lingua hawaiana e vuol dire "La vita della terra viene perpetuata nella giustizia".
Sotto lo scudo araldico è presente l'uccello della fenice con le ali aperte che fuoriesce da delle fiamme.
Il corpo della fenice è nero, la testa è bianca, mentre le ali sono gialle e rosse. La fenice è simbolo di morte e resurrezione e sta a simboleggiare il passaggio da una monarchia assoluta e una forma libera e democratica di governo. Al di sotto dell'uccello vi sono foglie di taro, foglie di banana e tranci di capelvenere. Taro, banana e capelvenere sono tre piante tipiche della flora delle Hawaii; il primo ha anche un grande significato spirituale.